# Montblanc (empresa)

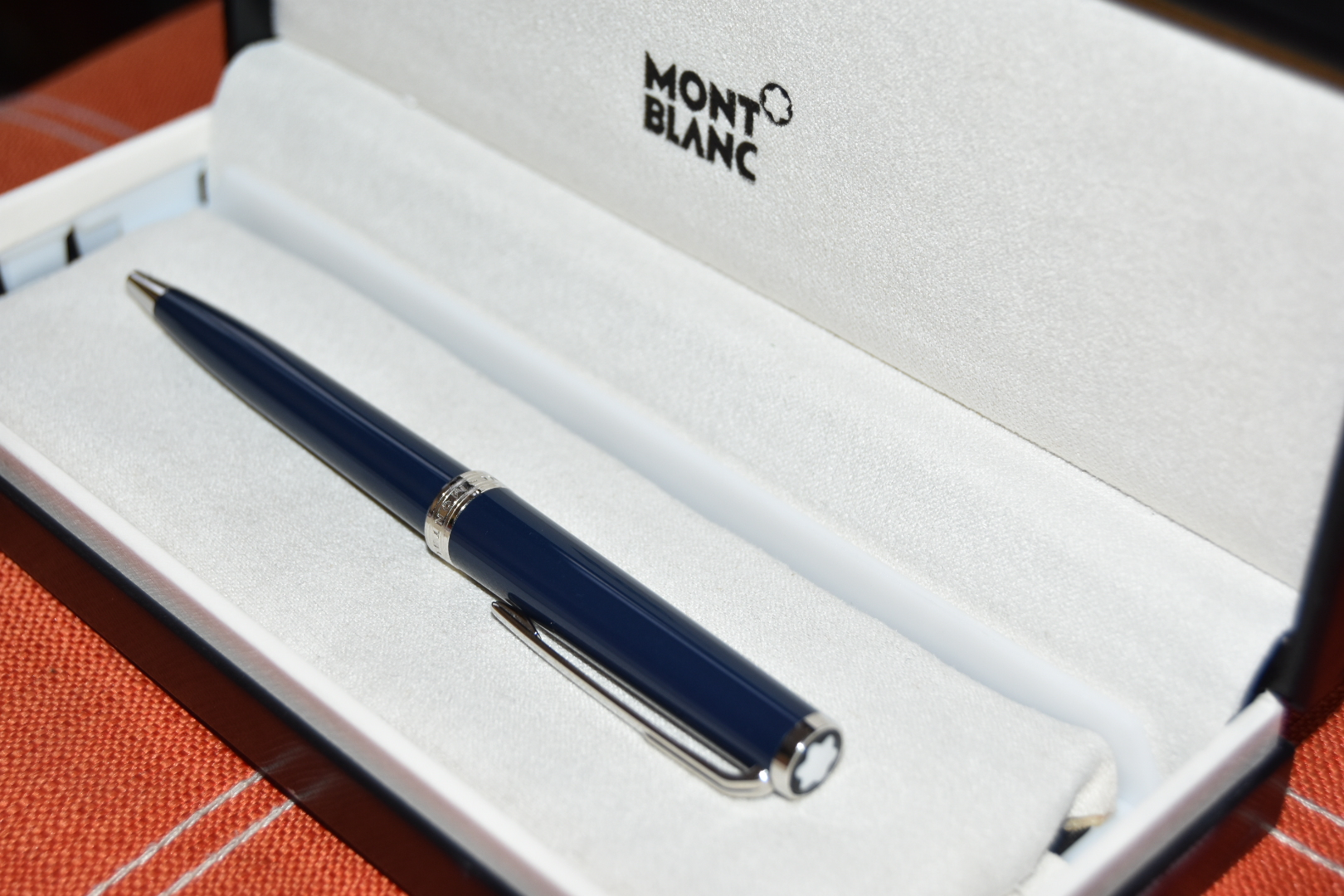
Bolígraf Montblanc

Montblanc International GmbH és una empresa alemanya fabricant i distribuidora d'articles de luxe, fundada a Berlín el 1906 i actualment radicada a Hamburg. Des de 1993, Montblanc forma part del grup suís Richemont.

## Història
Alfred Nehemias, un banquer d'Hamburg, i August Eberstein, un enginyer berlinès, van començar a fabricar plomes senzilles el 1906. Al cap de cop, Wilhelm Dziambor, Christian Lausen, i més tard el venedor de papereria Claus Johannes Voss van prendre el control del negoci. El seu primer model va ser la Rouge et Noir el 1909, seguida el 1910 per la ploma que després donaria el nou nom de l'empresa, la Montblanc. Avui dia, la marca Montblanc fabrica tot tipus d'articles de luxe com rellotges, joies, fragàncies, articles de pell i ulleres.
L'empresa fundada el 1906 a Berlin amb el nom de Simplizissimus-Füllhalter, es va traslladar a Hamburg el 1907 i va canviar el nom a Simplo Filler Pen Co. GmbH, registrant-se amb aquest nom el 1908. El seu nom actual es va adoptar el 1934.